# Метаданные объекта обучения
Метаданные объекта обучения (англ. Learning Object Metadata, LOM) — модель данных, как правило, закодированная в формате XML, используемая для описания объекта обучения и прочих электронных ресурсов используемых для поддержки обучения. Назначение метаданных объекта обучения состоит в поддержке многократного использования объектов обучения, большей понятности и облегчении их интероперабельности, обычно в контексте систем дистанционного обучения (СДО, англ. Learning Management System, LMS).
Стандартом для метаданных объекта обучения является IEEE 1484.12.1 — 2002 — открытый, принятый международным сообществом стандарт (опубликованный Институтом инженеров по электротехнике и радиоэлектронике, англ. Institute of Electrical and Electronics Engineers, IEEE) для описания объектов обучения. Описываемые атрибуты объекта обучения включают: тип объекта, автора, владельца, условия распространения, формат и методические атрибуты, такие как обучение или стиль взаимодействия.

## IEEE 1484.12.1 — 2002 Стандарт для метаданных объекта обучения
Рабочая группа Института инженеров по электротехнике и радиоэлектронике разработала стандарт определяющий объекты обучения в терминах стандарта как «любую сущность, представленную как в цифровом, так и не цифровом виде, которая может быть использована для обучения, образования и тренинга». Это определение удивляет многих специалистов широтой понятия, но следует отметить, что определение введено для широкого класса объектов, в которых метаданные объекта обучения используются больше в качестве связующих, нежели как учебное или педагогическое определение объекта обучения.